# Olimpiai bajnok rövidpályás gyorskorcsolyázók listája

Az alábbiakban a rövidpályás gyorskorcsolyázás olimpiai bajnokait ismertetjük. A rövidpályás gyorskorcsolya 1992 óta szerepel a téli olimpiai játékok műsorán. A normálpályás gyorskorcsolyázás olimpiai bajnokairól külön összeállítás készült.

## Férfiak
| Év, helyszín        | 500 m             | 500 m       | 1000 m          | 1000 m      | 1500 m           | 1500 m    | 5000 m-es váltó                                                                 | 5000 m-es váltó |
| 1992 Albertville    |                   |             | Kim Ki Hun      | Dél-Korea   |                  |           | Kim Ki Hun, Mo Dzsi Szu, Ri Jun Ho, Szong Dzse Kun                              | Dél-Korea       |
| 1994 Lillehammer    | Cse Dzsi Hun      | Dél-Korea   | Kim Ki Hun      | Dél-Korea   |                  |           | Diego Cattani, Maurizio Cornino, Orazia Fagone, Hugo Herrnhof, Mirko Vuillermin | Olaszország     |
| 1998 Nagano         | Nisitani Takafumi | Japán       | Kim Dong Szung  | Dél-Korea   |                  |           | Eric Bédard, Derrick Campbell, Francois Drolet, Marc Gagnon                     | Kanada          |
| 2002 Salt Lake City | Marc Gagnon       | Kanada      | Steven Bradbury | Ausztrália  | Apolo Anton Ohno | USA       | Marc Gagnon, Jonathan Guilmette, Francois-Louis Tremblay, Mathieu Turcotte      | Kanada          |
| 2006 Torino         | Apolo Anton Ohno  | USA         | Ahn Hjun Szu    | Dél-Korea   | Ahn Hjun Szu     | Dél-Korea | Ahn Hjun Szu, Lee Ho-Suk, Seo Ho-Jin, Song Suk-Woo                              | Dél-Korea       |
| 2010 Vancouver      | Charles Hamelin   | Kanada      | Li Jung Szu     | Dél-Korea   | Li Jung Szu      | Dél-Korea | Charles Hamelin, Francois Hamelin, Olivier Jean, Francois-Louis Tremblay        | Kanada          |
| 2014 Szocsi         | Viktor An         | Oroszország | Viktor An       | Oroszország | Charles Hamelin  | Kanada    | Viktor An, Szemjon Jelisztratov, Vlagyimir Grigorjev, Ruszlan Zaharov           | Oroszország     |
| 2018 Phjongcshang   |                   |             |                 |             |                  |           |                                                                                 |                 |

## Nők
| Év, helyszín        | 500 m            | 500 m  | 1000 m        | 1000 m    | 1500 m        | 1500 m    | 3000 m-es váltó                                                    | 3000 m-es váltó |
| 1992 Albertville    | Cathy Ann Turner | USA    |               |           |               |           | Angela Cutrone, Sylvie Daigle, Nathalie Lambert, Annie Perreault   | Kanada          |
| 1994 Lillehammer    | Cathy Ann Turner | USA    | Csun Ri Kjung | Dél-Korea |               |           | Kim Jun Mi, Kim Rjang Hi, Kim Szo Hi, Csun Ri Kjung, Von Hje Kjung | Dél-Korea       |
| 1998 Nagano         | Annie Perreault  | Kanada | Csun Ri Kjung | Dél-Korea |               |           | An Szang Mi, Csun Ri Kjung, Kim Jun Mi, Von Hje Kjung              | Dél-Korea       |
| 2002 Salt Lake City | Jang Jang A      | Kína   | Jang Jang A   | Kína      | Ko Gi Hjun    | Dél-Korea | Csoj Eun Kjung, Csaj Min Kjung, Dzsu Min Dzsin, Pak Hje Von        | Dél-Korea       |
| 2006 Torino         | VANG Meng        | Kína   | Dzsin Szun Ju | Dél-Korea | Dzsin Szun Ju | Dél-Korea | Bjun Csun Sza, Csoj Eun Kjung, Dzseon Da Hje, Dzsin Szun Ju        | Dél-Korea       |
| 2010 Vancouver      | VANG Meng        | Kína   | VANG Meng     | Kína      | CSOU Jang     | Kína      | SZUN Linlin, VANG Meng, CSANG Huj, CSOU Jang                       | Kína            |
| 2014 Szocsi         | LI Jianrou       | Kína   | PAK Szonghi   | Dél-Korea | CSOU Jang     |           | CSO Hari, KIM Alang, PAK Szonghi, SIM Szukhi                       | Dél-Korea       |
| 2018 Phjongcshang   |                  |        |               |           |               |           |                                                                    |                 |